# Jonas Eriksson
Jonas Eriksson (Sigtuna, 28 maart 1974) is een voormalig Zweeds voetbalscheidsrechter. Hij floot op internationaal niveau. Hij floot onder meer wedstrijden in de Zweedse voetbalcompetitie, de Europa League en de Champions League. Ook floot hij wedstrijden op het Europees kampioenschap voetbal 2012. Hij gaf leiding aan de kwartfinale van de UEFA Champions League 2011/12 tussen AC Milan en FC Barcelona en aan de halve finale van de UEFA Europa League 2011/12 tussen Sporting CP en Athletic Bilbao.
In maart 2013 noemde de FIFA Eriksson een van de vijftig potentiële scheidsrechters voor het wereldkampioenschap voetbal 2014 in Brazilië. Op 15 januari 2014 maakte de wereldvoetbalbond bekend dat hij een van de 25 scheidsrechters op het toernooi zou zijn. Daarbij werd hij geassisteerd door Mathias Klasenius en Daniel Waernmark.
Op 30 mei 2018 werd bekendgemaakt dat Eriksson een einde maakte aan zijn carrière.

## Interlands
| Datum             | Plaats              | Wedstrijd                        | Uitslag | Competitie           | Kreeg geel | Kreeg voor de tweede keer geel en dus rood | Weggestuurd |
| ----------------- | ------------------- | -------------------------------- | ------- | -------------------- | ---------- | ------------------------------------------ | ----------- |
| 8 juni 2005       | Riga                | Letland – Liechtenstein          | 1 – 0   | Kwalificatie WK 2006 | 3          | 0                                          | 0           |
| 2 september 2006  | Teplice             | Tsjechië – Wales                 | 2 – 1   | Kwalificatie EK 2008 | 1          | 0                                          | 0           |
| 28 maart 2007     | Sofia               | Bulgarije – Albanië              | 0 – 0   | Kwalificatie EK 2008 | 6          | 0                                          | 0           |
| 11 oktober 2008   | Tallinn             | Estland – Spanje                 | 0 – 3   | Kwalificatie WK 2010 | 4          | 0                                          | 0           |
| 11 februari 2009  | Marseille           | Frankrijk – Argentinië           | 0 – 2   | Vriendschappelijk    | 3          | 0                                          | 0           |
| 6 juni 2009       | Marijampolė         | Litouwen – Roemenië              | 0 – 1   | Kwalificatie WK 2010 | 5          | 0                                          | 0           |
| 5 september 2009  | Londen              | Engeland – Slovenië              | 2 – 1   | Vriendschappelijk    | 3          | 0                                          | 0           |
| 14 oktober 2009   | Chorzów             | Polen – Slowakije                | 0 – 1   | Kwalificatie WK 2010 | 1          | 0                                          | 0           |
| 29 mei 2010       | Oslo                | Noorwegen – Montenegro           | 2 – 1   | Vriendschappelijk    | 5          | 0                                          | 0           |
| 8 oktober 2010    | Cardiff             | Wales – Bulgarije                | 0 – 1   | Kwalificatie EK 2012 | 5          | 0                                          | 1           |
| 9 februari 2011   | Kopenhagen          | Denemarken – Engeland            | 1 – 2   | Vriendschappelijk    | 1          | 0                                          | 0           |
| 3 juni 2011       | Boekarest           | Roemenië – Bosnië en Herzegovina | 3 – 0   | Kwalificatie EK 2012 | 4          | 0                                          | 0           |
| 7 oktober 2011    | Žilina              | Slowakije – Rusland              | 0 – 1   | Kwalificatie EK 2012 | 4          | 0                                          | 0           |
| 11 november 2011  | Amsterdam           | Nederland – Zwitserland          | 0 – 0   | Vriendschappelijk    | 2          | 0                                          | 0           |
| 29 februari 2012  | Győr                | Hongarije – Bulgarije            | 1 – 1   | Vriendschappelijk    | 3          | 0                                          | 0           |
| 13 juni 2012      | Charkov             | Nederland – Duitsland            | 1 – 2   | Groepsfase EK 2012   | 3          | 0                                          | 0           |
| 16 juni 2012      | Warschau            | Griekenland – Rusland            | 1 – 0   | Groepsfase EK 2012   | 6          | 0                                          | 0           |
| 15 augustus 2012  | Frankfurt am Main   | Duitsland – Argentinië           | 1 – 3   | Vriendschappelijk    | 1          | 0                                          | 1           |
| 8 september 2012  | Glasgow             | Schotland – Servië               | 0 – 0   | Kwalificatie WK 2014 | 3          | 0                                          | 0           |
| 26 maart 2013     | Podgorica           | Montenegro – Engeland            | 1 – 1   | Kwalificatie WK 2014 | 6          | 0                                          | 0           |
| 10 september 2013 | Turijn              | Italië – Tsjechië                | 2 – 1   | Kwalificatie WK 2014 | 3          | 1                                          | 0           |
| 11 oktober 2013   | Charkov             | Oekraïne – Polen                 | 1 – 0   | Kwalificatie WK 2014 | 6          | 0                                          | 0           |
| 20 november 2013  | Montevideo          | Uruguay – Jordanië               | 0 – 0   | Kwalificatie WK 2014 | 4          | 0                                          | 0           |
| 16 juni 2014      | Natal               | Ghana – Verenigde Staten         | 1 – 2   | WK 2014              | 2          | 0                                          | 0           |
| 23 juni 2014      | Brasilia            | Kameroen – Brazilië              | 1 – 4   | WK 2014              | 2          | 0                                          | 0           |
| 1 juli 2014       | São Paulo           | Argentinië – Zwitserland         | 1 – 0   | WK 2014              | 5          | 0                                          | 0           |
| 10 oktober 2014   | Istanboel           | Turkije – Tsjechië               | 1 – 2   | Kwalificatie EK 2016 | 1          | 0                                          | 0           |
| 29 maart 2015     | Dublin              | Ierland – Polen                  | 1 – 1   | Kwalificatie EK 2016 | 8          | 0                                          | 0           |
| 7 september 2015  | Elbasan             | Albanië – Portugal               | 0 – 1   | Kwalificatie EK 2016 | 3          | 0                                          | 0           |
| 14 november 2015  | Lviv                | Oekraïne – Slovenië              | 2 – 0   | Kwalificatie EK 2016 | 5          | 0                                          | 0           |
| 17 november 2015  | Londen              | Engeland – Frankrijk             | 2 – 0   | Vriendschappelijk    | 0          | 0                                          | 0           |
| 12 juni 2016      | Parijs              | Turkije – Kroatië                | 0 – 1   | EK 2016              | 4          | 0                                          | 0           |
| 20 juni 2016      | Toulouse            | Rusland – Wales                  | 0 – 3   | EK 2016              | 2          | 0                                          | 0           |
| 6 juli 2016       | Lyon                | Portugal – Wales                 | 2 – 0   | EK 2016              | 5          | 0                                          | 0           |
| 9 oktober 2016    | Belgrado            | Servië – Oostenrijk              | 3 – 2   | WK 2018 kwalificatie | 5          | 0                                          | 0           |
| 13 november 2016  | Piraeus             | Griekenland – Bosnië en Herz.    | 1 – 1   | WK 2018 kwalificatie | 10         | 1                                          | 1           |
| 28 maart 2017     | Amsterdam           | Nederland – Italië               | 1 – 2   | Vriendschappelijk    | 1          | 0                                          | 0           |
| 5 september 2017  | Strumica, Macedonië | Macedonië – Albanië              | 1 – 1   | WK 2018 kwalificatie | 6          | 0                                          | 0           |
| 8 oktober 2017    | Ljubljana, Slovenië | Slovenië – Schotland             | 2 – 2   | WK 2018 kwalificatie | 7          | 0                                          | 1           |
| 27 maart 2018     | Berlijn, Duitsland  | Duitsland – Brazilië             | 0 – 1   | Vriendschappelijk    | 0          | 0                                          | 0           |
| 2 juni 2018       | Reykjavik, IJsland  | IJsland – Noorwegen              | 2 – 3   | Vriendschappelijk    | 2          | 0                                          | 0           |